# Rapper Big Pooh

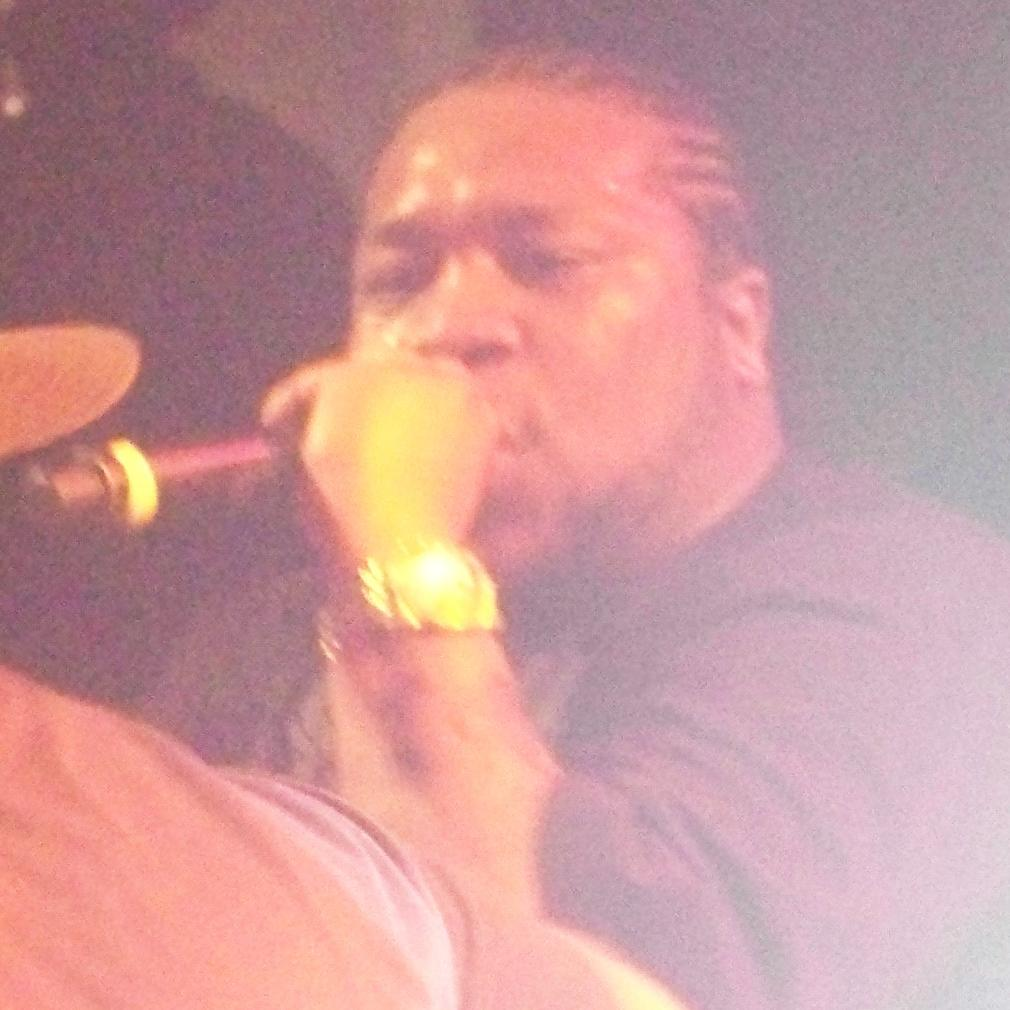
El rapero estadounidense Thomas Jones más conocido como Rapper Big Pooh.

Rapper Big Pooh (nacido como Thomas Jones) es un rapero estadounidense miembro del grupo Little Brother.
Grabó un álbum en solitario, Sleepers, en 2004. Colaboró con numerosos artistas, sobre todo miembros del colectivo de hip hop Justus League.